# Robbenoordbos
Het Robbenoordbos is een aangelegd broekbos ten noorden van Wieringerwerf en ten zuiden van Den Oever, in de Nederlandse gemeente Hollands Kroon, Noord-Holland. Oorspronkelijk had dit bos houtproductie als doel. Tegenwoordig wordt het gebruikt om in te recreëren. De ligging is hemelsbreed, ongeveer, een kilometer ten noorden van het Dijkgatbos. De twee bossen beslaan samen zo'n 600 hectare.

## Geschiedenis
Kort na de inpoldering van de Wieringermeer bleek dat de grond waarop het huidige Robbenoordbos staat niet geschikt is voor landbouw. In het noordoosten van de Wieringermeer bleef het grondwaterpeil te hoog, is de grondsamenstelling ongunstig (waardoor de bodemvruchtbaarheid laag is) en ontstond door de grote waterdruk van de Waddenzee en IJsselmeer kwel. Daarom begon men in de periode van 1934 tot en met 1941 met de aanleg van een bos. Van deze bomen is tegenwoordig weinig meer over, na de inundatie van het gebied op 17 april 1945 door de Duitse bezetters. Na de Tweede Wereldoorlog werd het bos opnieuw aangelegd en werd ook begonnen aan de aanleg van het Dijkgatbos.
In de herfst van 2007 is de provincie Noord-Holland begonnen met het samenvoegen van beide bossen. In de praktijk is deze samenvoeging beperkt gebleven tot het plaatsen van Schotse hooglanders en het aanleggen van een fietspad op het weiland tussen beide bossen.

## Flora en fauna

### Flora
In het Robbenoordbos groeien verschillende boomsoorten waaronder:
- zwarte elzen
- zachte berken
- zomereiken
- beuken
- grove dennen.

Ook groeien in dit bos paddenstoelen, rietkragen en andere zoutminnende plantjes (zoals de zulte).

### Fauna
In het Robbenoordbos leven dieren als uilen, konijnen, spechten, vleermuizen, reeën en boommarters.

## Windpark Wieringermeer
In maart 2018 is begonnen met de aanleg van Windpark Wieringermeer. Dit windpark is een initiatief van Vattenfall Nederland en ECN Wind Energy Facilities B.V..  Gelijktijdig met de start van de aanleg van het windmolenpark is Staatsbosbeheer begonnen om een strook bos langs de Hoge Kwelvaart te kappen, om de plaatsing van vier van de 99 windmolens mogelijk te maken. De noordelijkste windmolen komt in een karakteristiek stuk bos waar de Hoge Kwelsloot en de Hoge Kwelvaart uitmonden. De derde molen komt nabij het trekpontje over de Hoge Kwelvaart. Vattenfall Nederland gaat als natuurcompensatie ruim 20.000 bomen terugplanten. De totale opbrengsten van dit windmolenpark gaan vanaf ingebruikname tien jaar lang naar Microsoft. De gewonnen energie gaat naar hun datacentrum in Middenmeer.
Stichting Omwonenden Windturbines Wieringermeer (StOWW) maakt bezwaar tegen de komst van de windmolens. Echter wees de Raad van State op 4 mei 2016 alle bezwaren van bedrijven en omwonenden van de hand. Op 26 juli 2018 berichtte het Noordhollands Dagblad dat een 'mysterieuze stippenpoetser' actief was in het Robbenoordbos. Deze persoon of groep vaagde markeringen uit die op bomen waren geplaatst die gekapt moesten worden.

## Moordzaak Gerard Zonneveld
Op Koninginnedag 2010 werd het lichaam van Gerard Zonneveld, een bekende inwoner van Beverwijk, met verwijderde benen gevonden in het Robbenoordbos. Diederik de Geus, hoofdagent in Hoorn, wandelde met zijn ouders door het bos toen zij zijn lichaam vonden. Hij was uitgekleed en zijn borstkas zat vol messteken, zijn benen lagen in een greppel. Marius K. doodde hem in zijn huis na een gevecht. Samen met zijn partner Stephany K. verplaatste hij het lichaam vanuit zijn huis in Beverwijk naar het Robbenoordbos. Marius K. werd in 2010 al veroordeeld door de rechtbank tot 10 jaar gevangenisstraf, en kreeg later in 2014 9,5 jaar gevangenisstraf opgelegd nadat het OM in hoger beroep was gegaan.
Op 17 mei 2018 werd in het televisieprogramma De zaak van je leven aandacht besteed aan deze moordzaak.